# 文溪站
文溪站（越南语：／）位於越南首都河內市河東郡，是河內都市鐵路2A號線的一個車站。

## 車站結構
本站為側式車站。
| 1 | ●2A號線 | ← 安義       |
| 2 | ●2A號線 | 上亭、吉靈 → |

## 接駁交通
- 巴士：91、01、02、21A、27系統[4]
- 河內BRT：01系統

## 外部連結
- 文溪站（河內都市鐵路的官方網站） （页面存档备份，存于）